# Olgica
Olgica je žensko osebno ime.

## Izvor imena
Ime Olgica je izpeljano iz imena Olga.

## Pogostost imena
Po podatkih Statističnega urada Republike Slovenije je bilo na dan 31. decembra 2007 v Sloveniji 123 oseb z imenom Olgica.